# 針生ヶ丘病院
針生ヶ丘病院（はりゅうがおかびょういん）は、福島県郡山市にある医療機関。福島県における民間の精神科病院としては、県内で初めて設立された。医療機関コードは、0310558。財団法人金森和心会によって、運営されている。

## 沿革
- 1933年（昭和8年） - 「郡山脳病院」開設（39床）。
- 1953年（昭和28年） - 「郡山精神病院」に改称。
- 1969年（昭和44年） - 内科を標榜開始。
- 1973年（昭和48年） - 「たんぽぽ保育園」を院内に開園。
- 1980年（昭和55年） - 現在の病院名「針生ヶ丘病院」に改称。
- 1994年（平成6年） - 法人名を「財団法人金森和心会」に改称。
- 2001年（平成13年） - 「心療内科」の標榜を開始。「針生ヶ丘病院まほらま家族会」（患者家族会）発足。グループホーム「若草寮」を開設。
- 2003年（平成15年） - 「医療福祉相談室」を新設。
- 2006年（平成18年） - 「ものわすれ外来」開設。
- 2007年（平成19年） - 「ストレス外来」開設。
- 2008年（平成20年） - 医療福祉相談室を「地域生活支援室」に改称。

## 診療科
- 精神科
- 心療内科
- 内科
- 歯科・口腔外科

## 歴代院長
|      | 院長     | 期間            |
| ---- | -------- | --------------- |
| 初代 | 金森五郎 | 1933年 - 1963年 |
| 二代 | 金森健   | 1963年 - 1993年 |
| 三代 | 熊倉徹雄 | 1993年 - 2014年 |
| 四代 | 金森良   | 2014年-         |

## 看護体系及び施設基準
- 精神病棟入院基本料 15対1
- 看護補助 30対1
- 医療安全対策加算
- 褥瘡患者管理加算
- 療養環境加算
- 薬剤管理指導料
- 精神科応急入院施設管理加算
- 医療保護入院等診療料
- 精神科身体合併症管理加算
- 精神科作業療法
- 精神科デイケア（大規模）
- 精神科ショートケア（大規模）
- 栄養管理実施加算
- 入院時食事療養(1)
- 特別食加算
- 食堂加算

ほか

## 医療機関の指定等
- 保険医療機関
- 労災保険指定医療機関
- 指定自立支援医療機関（精神通院医療）
- 生活保護法指定医療機関
- 戦傷病者特別援護法指定医療機関
- 心神喪失者等医療観察法に基づく指定通院医療機関
- 精神保健指定医の配置されている医療機関
- 精神保健及び精神障害者福祉に関する法律（昭和25年法律第123号）に基づく指定病院又は応急入院指定病院
- 日本精神神経学会認定精神科専門医制度研修病院
- 医師臨床研修制度協力型研修病院

ほか

## 関連施設等
- 財団法人金森和心会
- 郡山精神医療研究所
- 針生ヶ丘デイサービスセンター「なごみ」
- 針生ヶ丘病院居宅介護支援事業所
- グループホーム「若草寮」（郡山市開成六丁目296-2）
- グループホーム「なごみの里」（南相馬市原町区上町二丁目74-3）
- グループホーム「なごみの里2」（南相馬市原町区橋本町二丁目79-1）
- 雲雀ヶ丘病院（南相馬市原町区上町1-30）
- クローバー子供図書館（郡山市開成六丁目346-1）

## 周辺
- 福島県道143号仁井田郡山線
- セリア開成店
- ビバホーム大槻店
- 郡山地方広域消防組合郡山消防署針生救急所
- ファミリーマート郡山針生北店
- 郡山市立針生保育所
- 福島県立安積高等学校

ほか

## 交通アクセス
- 福島交通路線バス利用
  - 「針生分署前」停留所下車、徒歩3分
  - 「開成五丁目」停留所下車、徒歩10分
  - 「安積高校」停留所下車、徒歩10分
- 東北自動車道利用
  - 郡山南インターチェンジより、自家用車で10分
  - 郡山インターチェンジより、自家用車で20分
- JR東日本郡山駅下車、タクシー乗車20分